# Campeonato de España Open de Natación - Trials Olímpicos 2024
El Campeonato de España Open de Natación - Trials Olímpicos 2024 será la CXI edición del Campeonato de España de Verano de Natación y se celebrará en Palma de Mallorca entre el 18 y el 22 de junio de 2024 bajo la organización de la Real Federación Española de Natación (RFEN) y la Federación Balear de Natación.
Este campeonato recibirá el nombre de "Trials Olímpicos" debido a que será clasificatorio para los Juegos Olímpicos de París 2024. Las competiciones se realizarán en las Piscinas Municipales de Son Hugo de la ciudad balear.